# Jad Abumrad
Jad Nicholas Abumrad (en árabe: جاد نيكولاس أبومراد‎; Syracuse, 18 de abril de 1973) es un locutor de radio, compositor y productor estadounidense. Es el fundador y ex presentador del programa de radiodifusión pública sindicado Radiolab con Latif Nasser y Lulu Miller.

## Primeros años
Abumrad se crio en Tennessee, donde su padre libanés, Naji Abumrad, es médico en el Centro Médico de la Universidad Vanderbilt y su madre es científica. Abumrad asistió a Oberlin College, donde estudió escritura creativa y composición musical con un interés especial en la música electrónica y electroacústica, recibiendo su licenciatura en 1995.

## Carrera
Antes de comenzar su carrera en la radio, compuso bandas sonoras para películas.
Abumrad ha informado y producido documentales para varios programas locales y la National Public Radio, incluidos On the Media, PRI's Studio 360 con Kurt Andersen, Morning Edition, All Things Considered, Democracy Now!, y "24 Hours at the Edge of Ground Zero" de WNYC. Desde 2002, ha producido y copresentado el programa Radiolab sindicado a nivel nacional. Su formación musical ha influido en el sonido de Radiolab.
Abumrad fue nombrado becario MacArthur en 2011; la fundación citó sus "interesantes exploraciones de audio de preguntas científicas y filosóficas" que "cautivan a los oyentes y aportan al periodismo televisivo una nueva estética distintiva", mientras utiliza "su experiencia como compositor para orquestar diálogos, música y efectos de sonido en documentales convincentes que atraer a los oyentes a investigaciones de temas que de otro modo serían intimidantes". 
Abumrad también produjo y presentó The Ring & I, una mirada al poder perdurable del ciclo del anillo de Wagner. Se transmitió a nivel nacional e internacional y ganó diez premios, incluido el prestigioso Gran Premio Nacional Headliner 2005 en Radio.
En 2016, Jad lanzó la primera serie derivada de Radiolab, More Perfect, un podcast que cuenta las historias detrás de los fallos más famosos de la Corte Suprema de Estados Unidos. En 2018, presentó la serie de podcasts de cuatro partes "UnErased", que cuenta las historias de sobrevivientes de la terapia de conversión gay. El podcast fue cocreado por los productores de la película Boy Erased, Kat Aaron y Shima Oliaee. 
En 2019, Abumrad presentó el podcast de nueve episodios Dolly Parton's America, una exploración en profundidad de la vida, la carrera y el atractivo perdurable de la estrella de la música country y compositora Dolly Parton. Abumrad y el productor Shima Oliaee entrevistaron extensamente a Parton para el podcast. Además de su acceso periodístico a ella, también tiene una conexión familiar: Parton y el padre de Jad, Naji, han sido amigos desde que Naji fue su médico después de un accidente automovilístico menor. La serie ganó siete premios nacionales, incluido un premio George Foster Peabody.
En enero de 2022, Abumrad anunció su retiro de Radiolab, entregando las riendas a los productores Lulu Miller y Latif Nasser. En abril de 2022, Abumrad se unió a la facultad de la Universidad Vanderbilt. Es miembro del Instituto de Humanidades de Nueva York.

## Vida personal
En el 2007 se casó con Karla Murthy, a quien conoció en la universidad. Murthy trabaja como productora de televisión. La pareja tiene dos hijos, y viven en Fort Greene, Nueva York.